# Les Sims 2 : Animaux et Cie
 (octobre 2019).
Si vous disposez d'ouvrages ou d'articles de référence ou si vous connaissez des sites web de qualité traitant du thème abordé ici, merci de compléter l'article en donnant les références utiles à sa vérifiabilité et en les liant à la section « Notes et références ».
Les Sims 2 : Animaux et Cie (The Sims 2: Pets) est la quatrième extension pour le jeu vidéo Les Sims 2, sortie le 17 octobre 2006 aux États-Unis et le 19 octobre 2006 en Europe. Cette extension a pour thème les animaux de compagnie. Elle est similaire à l'extension Les Sims : Entre Chiens et Chats pour le premier opus.

## Nouveautés
L'extension ajoute divers animaux dans la vie des Sims : des chiens, des chats, des poissons, des cochons d'Inde, ainsi que des oiseaux.  Il est également possible de créer ses propres races de chiens et de chats, de leur définir une personnalité, de les dresser et même leur donner une carrière (parmi le Show Business, la sécurité et les services).  Puis, pour les détenteurs de la précédente extension, La Bonne Affaire, il leur est possible de créer et de gérer leur propre animalerie.  Aussi, fidèlement à la tradition, une nouvelle créature imaginaire s'ajoutera au jeu : les loups-garous. Vous pourrez les reconnaitre car dans la nuit ils ont les yeux jaunes et ils sont la plupart du temps noirs. Un sim mordu par un loup-garou en devient un lui-même, il se transformera chaque nuit et pourra mordre d'autres sims pour en faire des loups-garous à leur tour.